# 奧地利的卡塔里娜·蕾娜塔
奧地利的卡塔里娜·蕾娜塔（德語：Katharina Renata von Österreich，1576年1月4日—1599年6月29日），內奧地利大公卡爾二世的第三女，神聖羅馬皇帝斐迪南二世的姐姐。
卡塔里娜·蕾娜塔終生未婚，1599年於塞考去世，年僅23歲。